# Zadelstraat
De Zadelstraat is een straat in het centrum van de Nederlandse stad Utrecht. Deze straat loopt van de Mariaplaats tot de Maartensbrug waarna de Servetstraat en het Domplein beginnen.
Men vermoedt dat op de plaats waar deze straat nu ligt de Romeinse weg over de gracht richting het voormalige castellum Traiectum op het Domplein liep. Deze fotogenieke straat met groots uitzicht op de Domtoren is vermoedelijk ook de eerste steenstraat van het land. Al in 1165 wordt bij een schenking deze straat beschreven als platea suburbana, straat onder de burcht, een oude duiding naar het Romeinse castellum dat vanaf de vroege middeleeuwen uitgroeide tot de burcht Trecht. Met het verkrijgen van stadsrechten in 1122, werd de stad zelf omwald en verdween de militaire functie van de burcht. In 1196 heet de Zadelstraat via Lapidea, Steenweg. De huidige Steenweg, die 100 meter noordelijker ligt, werd begin 14e eeuw beschreven als de Nieuwe Steenweg. De naam Zadelstraat duikt in 1330 op en wijst op de hier woonachtige zadelmakers. Deze benaming zou beklijven en de Nieuwe Steenweg zou voortaan Steenweg gaan heten.
De klinkers die tot 2016 in de rijbaan van deze straat lagen, waren geen echte klinkers maar asfalt met daarin een profiel gedrukt zodat het lijkt op klinkers. Voordeel hiervan was dat de onderhoudskosten veel lager zijn en dat de geluidsbelasting duidelijk lager is. In 2016 is de weg nieuw bestraat, met smalle stoepen en een rijbaan van ongelijkmatige breedte, zodat een shared space is ontstaan.

## Bekende bewoners
- Michiel van der Borch
- Christiaan Kramm

3e Buurkerksteeg ·
A.B.C.-straat ·
Abraham Dolesteeg ·
Achter de Dom ·
Achter St.-Pieter ·
Agnietenstraat ·
Ambachtstraat ·
Annastraat ·
Bakkerstraat ·
Breedstraat ·
Boothstraat ·
Boterstraat ·
Brigittenstraat ·
Bijlhouwerstraat ·
Catharijnekade ·
Catharijnesingel ·
Choorstraat ·
Croeselaan ·
Domplein ·
Domstraat ·
Donkere Gaard ·
Donkerstraat ·
Dorstige Hartsteeg ·
Drakenburgstraat ·
Drieharingstraat ·
Drift ·
Eligenstraat ·
Ganzenmarkt ·
Geertekerkhof ·
Hamburgerstraat ·
Hamsteeg ·
Hanengeschrei ·
Hardebollenstraat ·
Haverstraat ·
Hekelsteeg ·
Herenstraat ·
Hoogt ·
Jaarbeursplein ·
Jacobsgasthuissteeg ·
Jacobijnenstraat ·
Jansdam ·
Janskerkhof ·
Jansveld ·
Jodenrijtje ·
Keistraat ·
Keizerstraat ·
Kintgenshaven ·
Kleine Slachtstraat ·
Korte Jansstraat ·
Korte Lauwerstraat ·
Korte Minrebroederstraat ·
Korte Nieuwstraat ·
Korte Smeestraat ·
Kromme Nieuwegracht ·
Lange Elisabethstraat ·
Lange Jansstraat ·
Lange Jufferstraat ·
Lange Lauwerstraat ·
Lange Nieuwstraat ·
Lange Smeestraat ·
Lange Viestraat ·
Lauwersteeg ·
Leidseveer ·
Lichte Gaard ·
Loeff Berchmakerstraat ·
Lucasbolwerk ·
Lijnmarkt ·
Mariahoek ·
Mariaplaats ·
Massegast ·
Minrebroederstraat ·
Moreelsepark ·
Muntstraat ·
Neude ·
Nicolaas Beetsstraat ·
Nieuwegracht ·
Nobeldwarsstraat ·
Nobelstraat ·
Oudegracht ·
Oudkerkhof ·
Paardenveld ·
Pieterskerkhof ·
Pieterstraat ·
Plompetorenbrug ·
Plompetorengracht ·
Potterstraat ·
Predikherenkerkhof ·
Predikherenstraat ·
Ridderschapstraat ·
Servetstraat ·
Slachtstraat ·
St.-Jacobsstraat ·
Springweg ·
Stadhuisbrug ·
Steenweg ·
Sterrenburg ·
Strosteeg ·
Telingstraat ·
Tolsteegbarrière ·
Tolsteegbrug ·
Trans ·
Twijnstraat en Twijnstraat aan de Werf ·
Van Asch van Wijckskade ·
Vinkenburgstraat ·
Vismarkt ·
Voetiusstraat ·
Voorstraat ·
Vredenburg ·
Waterstraat ·
Wed ·
Wittevrouwenstraat ·
Wijde Begijnestraat ·
Zadelstraat ·
Zakkendragerssteeg ·
Zuilenstraat ·
Zwaansteeg